# Neocodia
Neocodia é um gênero de traça pertencente à família Arctiidae.